# Corps perdus (roman)
Pour les articles homonymes, voir Corps perdus, À nos amours (album) et À nos amours (roman).
Corps perdus (Bodies Are Dust) est un roman policier américain écrit par P. J. Wolfson publié en 1931. Publié dans la Collection Blanche des éditions Gallimard, il est republié dans la Série noire en 1960 sous le titre À nos amours.

## Résumé
Buck Saliotte est un inspecteur-chef de la police du New York City Police Department désabusé, alcoolique, violent et sans scrupule. Il n'hésite pas à tuer un voyou dans son bureau en simulant la légitime défense. Amoureux de Beth, la femme d'un de ses collègues, il l'écarte de son domicile, puis l'envoie sciemment à la mort. Il épouse Beth avec laquelle il a un enfant, mais la petite fille meurt au bout de quelques mois.

## Traduction
La traduction française est de Marcel Duhamel.

## Critique
Selon le Dictionnaire des littératures policières, Jean-Patrick Manchette l'a « qualifié de chef-d'œuvre ». François Guérif le juge comme « une œuvre dure et poignante ». Pour Claude Mesplède, c'est un  « chef-d'œuvre incontournable, au ton inhabituel, construit en quatre livres comme l'Apocalypse ! (...) Personnage complexe, Saliotte est à la fois sensible et cynique, fragile et sordide. Son impitoyable confession donne de la police de New York, à l'époque de la Dépression, une image étonnante d'amoralité ».

## Éditions
- Corps perdus, Éditions Gallimard, Collection Blanche (1934)
- À nos amours, Éditions Gallimard, coll. « Série noire » no 73 (1950)
- À nos amours, Éditions Gallimard, coll. « La Poche noire » no 84 (1969)
- À nos amours, Éditions Gallimard, coll. « Carré noir » no 561 (1985)  (ISBN 2-07-043561-X)
- À nos amours, Éditions Gallimard, coll. « Série noire » no 73 (1993)  (ISBN 2-07-049367-9)
- À nos amours, Éditions Gallimard, coll. « Folio policier » no 316 (2003)  (ISBN 2-07-030468-X)

## Sources
- Claude Mesplède (dir.), Dictionnaire des littératures policières, vol. 1 : A - I, Nantes, Joseph K, coll. « Temps noir », 2007, 1054 p. (ISBN 978-2-910-68644-4, OCLC 315873251) (notice À nos amours).
- Claude Mesplède, Les Années "Série noire" : bibliographie critique d'une collection policière, vol. 1 : 1945-1959, Amiens, Editions Encrage, coll. « Travaux » (no 13), 1992, p. 64-65 (notice À nos amours).